# Калигандж (город, Газипур)
Калигандж (бенг. কালীগঞ্জ, англ. Kaliganj) — город в центральной части Бангладеш, административный центр одноимённого подокруга. Площадь города равна 3,92 км². По данным переписи 2001 года, в городе проживало 11 810 человек, из которых мужчины составляли 53,95 %, женщины — соответственно 46,05 %. Плотность населения равнялась 3013 чел. на 1 км². Уровень грамотности населения составлял 42,1 % (при среднем по Бангладеш показателе 43,1 %). 